# Circondario di Bautzen
Il circondario di Bautzen, in tedesco Landkreis Bautzen, in sorbo Wokrjes Budyšin, (targa BZ) è un circondario (Landkreis) della Sassonia, in Germania. Capoluogo e centro maggiore è Bautzen.

## Storia
Il 1º agosto 2008 al circondario di Bautzen è stato annesso il circondario di Kamenz e la città extracircondariale di Hoyerswerda.

## Geografia fisica
Il circondario si trova nella parte orientale della Sassonia e confina, partendo da nord e proseguendo in senso orario, con il Brandeburgo (Con i circondari dell'Oberspreewald-Lausitz e dello Spree-Neiße), il circondario di Görlitz, la Repubblica Ceca (Con il distretto di Děčín, nella regione di Ústí nad Labem, Boemia), il circondario della Svizzera Sassone-Monti Metalliferi Orientali, la città extracircondariale di Dresda ed il circondario di Meißen.

## Geografia antropica
Il circondario di Bautzen si compone delle seguenti città e comuni:
(Tra parentesi i dati della popolazione al 31 dicembre 2022)

### Città indipendenti
| - Bautzen (grande città circondariale) (38 140) - Bernsdorf (6 280) - Elstra (2 702) - Großröhrsdorf (9 679) - Hoyerswerda (grande città circondariale) (31 356) - Kamenz (grande città circondariale) (17 015) - Lauta (8 082) | - Radeberg (grande città circondariale) (18 980) - Weißenberg (3 062) - Wilthen (4 827) - Wittichenau (5 686) |

### Comuni indipendenti
| - Arnsdorf (5 047) - Burkau (2 665) - Cunewalde (4 606) - Demitz-Thumitz (2 657) - Doberschau-Gaußig (4 201) - Elsterheide (3 445) - Göda (2 988) - Großdubrau (4 168) | - Haselbachtal (3 937) - Hochkirch (2 252) - Königswartha (3 454) - Kubschütz (2 515) - Lohsa (5 145) - Malschwitz (4 714) - Neukirch/Lausitz (4 770) - Oßling (2 199) - Ottendorf-Okrilla (9 971) | - Radibor (3 158) - Schmölln-Putzkau (2 961) - Schirgiswalde-Kirschau (6 057) - Schwepnitz (2 461) - Sohland an der Spree (6 552) - Spreetal (1 786) - Steinigtwolmsdorf (2 748) - Wachau (4 328) |

### Comunità amministrative
(Verwaltungsgemeinschaft)
| - Verwaltungsverband Am Klosterwasser, con i comuni: - Crostwitz (1 026) - Nebelschütz (1 202) - Panschwitz-Kuckau (2 053) - Räckelwitz (1 150) - Ralbitz-Rosenthal (1 721) - Verwaltungsverband Bischofswerda, con i comuni: - Bischofswerda (grande città circondariale) (10 686) - Rammenau (1 340) - Verwaltungsverband Großharthau, con i comuni: - Frankenthal (928) - Großharthau (2 904) | - Verwaltungsverband Großpostwitz-Obergurig, con i comuni: - Großpostwitz (2 715) - Obergurig (2 058) - Verwaltungsverband Königsbrück, con i comuni: - Königsbrück (città) (4 651) - Laußnitz (1 847) - Neukirch (1 594) | - Verwaltungsverband Neschwitz, con i comuni: - Neschwitz (2 385) - Puschwitz (760) - Verwaltungsverband Pulsnitz, con i comuni: - Pulsnitz (città) (7 359) - Großnaundorf (942) - Lichtenberg (1 634) - Ohorn (2 505) - Steina (1 657) |